# Liste der Baudenkmäler in Erlangen/U
Diese Liste ist eine Teilliste der Liste der Baudenkmäler in Erlangen. Grundlage der Liste ist die Bayerische Denkmalliste, die auf Basis des bayerischen Denkmalschutzgesetzes vom 1. Oktober 1973 erstmals erstellt wurde und seither durch das Bayerische Landesamt für Denkmalpflege geführt und aktualisiert wird. Die folgenden Angaben ersetzen nicht die rechtsverbindliche Auskunft der Denkmalschutzbehörde.
Dieser Teil der Liste beschreibt die denkmalgeschützten Objekte in folgenden Straßen:
- Universitätsstraße
- Untere Karlstraße

## Universitätsstraße
| Lage                                                                    | Objekt                                                                              | Beschreibung | Akten-Nr.               | Bild |
| ----------------------------------------------------------------------- | ----------------------------------------------------------------------------------- | --- | ----------------------- | --- |
| Universitätsstraße (zwischen Nrn. 6 und 10) (Standort)                  | Teil der ehemaligen Schlossgartenmauer                                              | Sandsteinquader, um 1700 | D-5-62-000-597 Wikidata | [[Vorlage:Bilderwunsch/code!/O:Schlossgarten (Erlangen)!/C:49.597207,11.008918!/D:Universitätsstraße (zwischen Nrn. 6 und 10), Teil der ehemaligen Schlossgartenmauer!/\|BW]]                  |
| Universitätsstraße (zwischen Nrn. 12 und 16) (Standort)                 | Teil der ehemaligen Schlossgartenmauer                                              | Sandsteinquader, um 1700 | D-5-62-000-597 Wikidata | Teil der ehemaligen Schlossgartenmauer |
| Universitätsstraße (zwischen Nr. 20 und Krankenhausstraße 7) (Standort) | Teil der ehemaligen Schlossgartenmauer                                              | Sandsteinquader, um 1700 | D-5-62-000-597 Wikidata | [[Vorlage:Bilderwunsch/code!/O:Schlossgarten (Erlangen)!/C:49.597207,11.008918!/D:Universitätsstraße (zwischen Nr. 20 und Krankenhausstraße 7), Teil der ehemaligen Schlossgartenmauer!/\|BW]] |
| Universitätsstraße (zwischen Nrn. 32 und 36) (Standort)                 | Teil der ehemaligen Schlossgartenmauer                                              | Sandsteinquader, um 1700 | D-5-62-000-597 Wikidata | [[Vorlage:Bilderwunsch/code!/O:Schlossgarten (Erlangen)!/C:49.597207,11.008918!/D:Universitätsstraße (zwischen Nrn. 32 und 36), Teil der ehemaligen Schlossgartenmauer!/\|BW]]                 |
| Universitätsstraße 1 (Standort)                                         | Bürgerhaus                                                                          | Zweigeschossiger Traufseitbau, erste Hälfte 18. Jahrhundert | D-5-62-000-658 Wikidata | Bürgerhaus |
| Universitätsstraße 3 (Standort)                                         | Bürgerhaus                                                                          | Zweigeschossiger Traufseitbau, 1724, mit Aufzugserker | D-5-62-000-659 Wikidata | Bürgerhaus |
| Universitätsstraße 4, Untere Karlstraße 4 (Standort)                    | Alte Universitätsbibliothek                                                         | mehrteiliger, malerischer Gruppenbau auf unregelmäßiger Grundlinie, im Osten Verwaltungsbau, dreiteiliger, dreigeschossiger Massivbau mit Mansardwalm- und Walmdächern, Kopfbau mit betonter Mittelachse mit Portalvorbau mit Säulengliederung und Austritt und Zwerchhaus mit Schweifgiebel sowie mit Ecklisenen, Traufgesims, Eck- und Bodenerker und Gauben mit Schweifgiebeln, im Westen Magazinbau, um einen Lichthof gruppierte, fünfgeschossige Vierflügelanlage mit Walm- und Satteldächern sowie Seitenrisaliten und Zwerchhäusern, dazwischen dreigeschossiger Verbindungsflügel mit Satteldach und polygonalem Treppenturm mit Haubendach, barockisierender Jugendstil, von Friedrich Schmidt, bez. 1910–13, Fresken von Ernst Penzoldt, 1923/25; mit Ausstattung | D-5-62-000-660 Wikidata | weitere Bilder |
| Universitätsstraße 7 (Standort)                                         | Bürgerhaus                                                                          | Zweigeschossiger Traufseitbau, 1724, mit Aufzugserker | D-5-62-000-661          | Bürgerhaus |
| Universitätsstraße 13 (Standort)                                        | Ehemalige Universitätskasse                                                         | Zweigeschossiger Sandsteinquaderbau mit Mansarddach, 1727 | D-5-62-000-663 Wikidata | Ehemalige Universitätskasse |
| Universitätsstraße 15 (Standort)                                        | Kollegienhaus der Universität                                                       | Neubarockbau, 1886–89 von Friedrich Wilhelm Scharff | D-5-62-000-664 Wikidata | weitere Bilder |
| Universitätsstraße 18 (Standort)                                        | Germanenhaus, Verbindungshaus Germania                                              | 1888 Mit Einfriedung | D-5-62-000-666 Wikidata | weitere Bilder |
| Universitätsstraße 19 (Standort)                                        | Ehemaliges Zoologisches Institut                                                    | Portalanlage des ehemaligen Zoologischen Instituts, 1885 Brunnenbecken | D-5-62-000-665 Wikidata | Ehemaliges Zoologisches Institut |
| Universitätsstraße 21, 23 (Standort)                                    | Universitätsfrauenklinik                                                            | langgestreckter, dreigeschossiger Massivbau mit Walmdach, bossiertem Erdgeschoss, Gesimsgliederung und Ecklisenen, Mittelrisalit viergeschossig mit flachem Zeltdach, Historismus, 1876/77; Erweiterungsbau, mehrteilige Baugruppe mit drei- und viergeschossigen, verputzten Massivbauten mit Mansardwalm- und Walmdächern, versachlichter Jugendstil, westlicher Komplex 1899-1902, nördlicher Komplex 1906–08, zum Teil erneuert, aufgestockt und umgestaltet | D-5-62-000-667 Wikidata | weitere Bilder |
| Universitätsstraße 25 (Standort)                                        | Logenhaus der Freimaurerloge Libanon zu den drei Cedern                             | Neurenaissance-Sandsteinquaderbau, 1890 Mit Einfriedung | D-5-62-000-669 Wikidata | weitere Bilder |
| Universitätsstraße 27 (Standort)                                        | Ehemalige Universitätsaugenklinik, heute Strahlenklinik                             | Ausgedehnter Neubarockbau, 1893 Einfriedung und östliches Brunnenbecken | D-5-62-000-670 Wikidata | Ehemalige Universitätsaugenklinik, heute Strahlenklinik |
| Universitätsstraße 29 (Standort)                                        | Mietshaus                                                                           | Backsteinbau in Neurenaissance, um 1895 Mit Einfriedung | D-5-62-000-671 Wikidata | Mietshaus |
| Universitätsstraße 31 (Standort)                                        | Mietshaus                                                                           | Backsteinbau in Neurenaissance, 1895 Mit Einfriedung; vgl. Ensemble Bismarckstraße | D-5-62-000-672 Wikidata | Mietshaus |
| Universitätsstraße 38 (Standort)                                        | Forstamt                                                                            | 1921/22 mit Einfriedung | D-5-62-000-673 Wikidata | Forstamt |
| Universitätsstraße 42 (Standort)                                        | Ehemaliges Königliches Rentamt, heute Staatliche Berufsfachschule für Krankenpflege | Neubarock, 1901 | D-5-62-000-674 Wikidata | weitere Bilder |
| Universitätsstraße 50 (Standort)                                        | Mietshaus                                                                           | dreigeschossiger, freisichtiger Ziegelsteineckbau mit einseitig abgewalmten Satteldach, gekurvter Fassade, polygonalem Eckerker mit Haubendach mit Türmchen, dreiseitigem Fassadenerker mit Austritt, reicher Hausteingliederung und Gauben mit Dreiecks- und Segmentgiebeln, Neurenaissance, 1892; Einfriedung, Sandsteinmauer mit Ornament-Metallzaun, gleichzeitig | D-5-62-000-675 Wikidata | Mietshaus |

## Untere Karlstraße
| Lage                                                     | Objekt     | Beschreibung | Akten-Nr.               | Bild       |
| -------------------------------------------------------- | ---------- | --- | ----------------------- | ---------- |
| Untere Karlstraße 1 (Standort)                           | Bürgerhaus | Zweigeschossiger Eckbau, 1698 | D-5-62-000-677 Wikidata | Bürgerhaus |
| Untere Karlstraße 5 (Standort)                           | Bürgerhaus | Zweigeschossiger Traufseitbau, Zwerchhaus, 1699 | D-5-62-000-680 Wikidata | Bürgerhaus |
| Untere Karlstraße 9, 11, Weiße Herzstraße 2 a (Standort) | Eckhaus    | dreigeschossiger Sandsteinquadereckbau mit Walmdach und Satteldachgauben, östlich zweigeschossiger Sandsteinquaderanbau mit Satteldach, 1847, Eckbau aufgestockt 1927 | D-5-62-000-681 Wikidata | Eckhaus    |
| Untere Karlstraße 17 (Standort)                          | Bürgerhaus | Zweiflügeliger Eckbau, zweigeschossig, 1740 von Joseph Navelot errichtet                                                                                              | D-5-62-000-683 Wikidata | Bürgerhaus |

## Ehemalige Baudenkmäler
In diesem Abschnitt sind Objekte aufgeführt, die früher einmal in der Denkmalliste eingetragen waren, jetzt aber nicht mehr. Objekte, die in anderem Zusammenhang also z. B. als Teil eines Baudenkmals weiter eingetragen sind, sollen hier nicht aufgeführt werden. Aktennummern in diesem Abschnitt sind ehemalige, jetzt nicht mehr gültige Aktennummern.

| Lage                             | Objekt     | Beschreibung                                         | Akten-Nr.               | Bild       |
| -------------------------------- | ---------- | ---------------------------------------------------- | ----------------------- | ---------- |
| Universitätsstraße 11 (Standort) | Bürgerhaus | Zweigeschossiger Traufseitbau, um 1720/30            | D-5-62-000-662 Wikidata | Bürgerhaus |
| Untere Karlstraße 15 (Standort)  | Bürgerhaus | Zweigeschossiger Traufseitbau, Sandsteinquader, 1716 | D-5-62-000-682 Wikidata | Bürgerhaus |